# Liste der Baudenkmale in Werder (Havel)
In der Liste der Baudenkmale in Werder (Havel) sind alle Baudenkmale der brandenburgischen Stadt Werder (Havel) und ihrer Ortsteile aufgelistet. Grundlage ist die Veröffentlichung der Landesdenkmalliste mit dem Stand vom 31. Dezember 2020. Die Bodendenkmale sind in der Liste der Bodendenkmale in Werder (Havel) aufgeführt.

## Baudenkmale in den Ortsteilen
In den Spalten befinden sich folgende Informationen:
- ID-Nr.: Die Nummer wird vom Brandenburgischen Landesamt für Denkmalpflege vergeben. Ein Link hinter der Nummer führt zum Eintrag über das Denkmal in der Denkmaldatenbank. In dieser Spalte kann sich zusätzlich das Wort Wikidata befinden, der entsprechende Link führt zu Angaben zu diesem Denkmal bei Wikidata.
- Lage: die Adresse des Denkmales und die geographischen Koordinaten. Link zu einem Kartenansichtstool, um Koordinaten zu setzen. In der Kartenansicht sind Denkmale ohne Koordinaten mit einem roten beziehungsweise orangen Marker dargestellt und können in der Karte gesetzt werden. Denkmale ohne Bild sind mit einem blauen bzw. roten Marker gekennzeichnet, Denkmale mit Bild mit einem grünen beziehungsweise orangen Marker.
- Bezeichnung: Bezeichnung in den offiziellen Listen des Brandenburgischen Landesamtes für Denkmalpflege. Ein Link hinter der Bezeichnung führt zum Wikipedia-Artikel über das Denkmal.
- Beschreibung: die Beschreibung des Denkmales
- Bild: ein Bild des Denkmales und gegebenenfalls einen Link zu weiteren Fotos des Baudenkmals im Medienarchiv Wikimedia Commons

### Bliesendorf
Bliesendorf ist ein Straßendorf, die Dorfstraße verläuft in Ost-West-Richtung. Das erste Mal erwähnt wird Bliesendorf als „Blisindorp“. Von 1335 bis 1584 gehörte der Ort der Familie Rochow. Im Dreißigjährigen Krieg wurde Bliesendorf teilweise zerstört, zu dieser Zeit standen hier nur noch sieben Hofstellen. 1813 brannte das Dorf bis auf die Kirche und wenige Häuser ab. Nach dem Zweiten Weltkrieg entstanden zwei LPGs.
| ID-Nr.   | Lage                               | Bezeichnung                | Beschreibung | Bild                       |
| -------- | ---------------------------------- | -------------------------- | --- | -------------------------- |
| 09191105 | Bliesendorfer Dorfstraße (Lage)    | Dorfkirche                 | Die Dorfkirche wurde von 1847 bis 1848 erbaut, dabei wurden Teile der Außenmauern und anderes verwendet. Sie ist ein Saalbau mit einem Westturm aus gelben Ziegeln und einem Satteldach.                                                                                        | Dorfkirche                 |
| 09191106 | Bliesendorfer Dorfstraße 18 (Lage) | Pfarrhaus mit Stallgebäude | Das Pfarrhaus wurde von 1911 bis 1912 im Heimatstil erbaut. Es ist ein eingeschossiges Haus mit einem hohen Mansarddach. Über dem Eingang in der Mitte befindet sich ein Zwerchhaus mit einem Dreieckgiebel. Das Stallgebäude ist ein einfacher Ziegelbau mit einem Satteldach. | Pfarrhaus mit Stallgebäude |

### Derwitz
Das erste Mal erwähnt wird Derwitz im Jahre 1371. Derwitz wurde in diesem Jahr an das Kloster Lehnin verkauft. Von 1542 bis 1872 gehörte der Ort zum Amt Lehnin, danach zum Amt Groß Kreutz. 1891 startet Otto Lilienthal auf dem Spitzberg mit Flugversuchen. Er flog hier als erster Mensch weiter als 25 Meter. Derwitz ist ein Straßendorf, die Ausrichtung geht in Ost-West-Richtung.
| ID-Nr.   | Lage                           | Bezeichnung                                           | Beschreibung | Bild                                                  |
| -------- | ------------------------------ | ----------------------------------------------------- | --- | ----------------------------------------------------- |
| 09190135 | Derwitzer Chaussee 3 (Lage)    | Gasthof „Zum fliegenden Roß“                          | Das Gasthaus war die Posthalterei „Zum fliegenden Roß“, hier zweigt der Wanderweg zum Lilienthaldenkmal ab. Errichtet wurde der Bau von 1804 bis 1805. Er ist eingeschossig, traufständig mit einem Satteldach und rechts mit einem Krüppelwalm. Das Haus hat sieben Achsen, in der Mitte befindet sich ein Risalit, hier ist auch der Eingang. Über dem Risalit ist ein kleiner Dreiecksgiebel. | weitere Bilder                                        |
| 09190809 | Derwitzer Chaussee 7 (Lage)    | Obstgärtnergehöft                                     | Das Gehöft wurde 1912 erbaut. Das Haus ist ein eingeschossiges Haus mit Drempel und Satteldach. Der Hof ist komplett umbaut, rechts und links befinden sich Remisen, an der Rückseite ein Stall. Die Gebäude sind aus Ziegel gebaut und haben jeweils einen Drempel. | weitere Bilder                                        |
| 09190134 | Derwitzer Dorfstraße (Lage)    | Dorfkirche                                            | Die Dorfkirche Derwitz ist ein mittelalterlicher Feldsteinbau. Der Ostgiebel ist ihr ältester Teil etwa aus der Zeit um 1500. Im Innern befinden sich unter anderem ein Kanzelaltar, der auf das Jahr 1716 signiert ist sowie eine Orgel aus dem zweiten Viertel des 19. Jahrhunderts. | weitere Bilder                                        |
| 09190682 | Derwitzer Dorfstraße 6 (Lage)  | Wohnhaus                                              | | Wohnhaus                                              |
| 09190871 | Derwitzer Dorfstraße 37 (Lage) | Gehöft, bestehend aus Wohnhaus und Wirtschaftsgebäude | | Gehöft, bestehend aus Wohnhaus und Wirtschaftsgebäude |

### Glindow
Glindow wird das erste Mal im Jahre 1317 erwähnt. Ab 1351 befindet sich der Ort im Besitz der Familie von Rochow. Ab 1452 bis 1542 gehörte Glindow zum Kloster Lehnin, danach zum Amt Lehnin. Im Dreißigjährigen Krieg verringerte sich die Einwohnerzahl. Wichtig für den Ort ist der Tonabbau, hier wird seit dem 15. Jahrhundert Ton abgebaut. Den Höhepunkt der Herstellung von Ziegeln war in der zweiten Hälfte des 19. Jahrhunderts. So wurden im Jahre 1852 in fünf Ziegeleien 16 Millionen Steine hergestellt. Am Ende des 19. Jahrhunderts existierten mehr als 50 Hoffmannsche Ringöfen, zwei davon sind erhalten.
| ID-Nr.   | Lage                               | Bezeichnung | Beschreibung | Bild |
| -------- | ---------------------------------- | --- | --- | --- |
| 09190171 | Alpenstraße 44, 47 (Lage)          | Ziegeleianlage, bestehend aus Tongrube mit zwei Ringöfen, Wachtturm, Arbeiterwohnhaus, Ziegeleihafen und Wohnhaus mit Wirtschaftsgebäude | Die Anlage wurde im Jahre 1868 errichtet. Hier befindet sich heute das Ziegeleimuseum. | weitere Bilder |
| 09190974 | Alpenstraße 56 (Lage)              | Ringofen auf dem Landsitz Arben | Von dem ehemaligen Ringofen ist nur noch der Unterbau erhalten. Der Ringofen wurde um 1890 erbaut und nach 1929 zerstört. Ursprünglich war die komplette Beseitigung des Ringofens geplant. Auf dem Unterbau wurde ab 1929 ein Steingarten angelegt. Ab 1945 verwilderte der Garten. Erhalten geblieben sind der Unterbau mit den Außenmauern, das Innere sowie die Öffnungen zu den Brennkammern.                                          | BW |
| 09190009 | Alpenstraße 61 (Lage)              | Krummwiedehof | Der Krumwiedehof wurde nach 1876 errichtet. Charlotte Krumwiede hat in diesem Jahr den Besitz geerbt, und dann den Hof anstelle eines Vorgängers erbaut. Das Wohnhaus ist ein zweigeschossiger, traufständiger Bau mit einem Satteldach. Zu dem Hof gehören noch weitere Wirtschaftsgebäude. | Krummwiedehof |
| 09190880 | Alpenstraße 68 (Lage)              | Wohnhaus des Ziegeleibesitzers Hinze | Das Haus wurde Ende des 18. oder Anfang des 19. Jahrhunderts erbaut. Hier wohnte der Ziegeleibesitzer Hintze. Die Ziegelei von Hintze produziert von etwa 1762 bis 1920. Das Haus ist ein eingeschossiges Haus mit Krüppelwalmdach. Um 1900 wurde an der Nordseite ein Haus angebaut, dabei wurde hier das Dach zum Satteldach umgebaut. | Wohnhaus des Ziegeleibesitzers Hinze                                                                                |
| 09190882 | Dr.-Külz-Straße 69 (Lage)          | Mühlengebäude | Der Mühlenstandort der Wassermühle ist seit 1375 belegt. Die Mühle wurde im Dreißigjährigen Krieg zerstört und 1676 wieder aufgebaut. Es ist ein Gebäude mit L-förmigen Grundriss mit einem Geschoss und einem Krüppelwalmdach. | Mühlengebäude |
| 09190658 | Dr.-Külz-Straße 82 (Lage)          | Wohnhaus mit Hofgebäude | Das Wohnhaus wurde um 1905 erbaut. Es ist ein giebelständiges, eingeschossiges Haus mit einem Mansarddach. Die Ausstattung des Hauses im Jugendstil ist weitgehend erhalten geblieben. | Wohnhaus mit Hofgebäude                                                                                             |
| 09190854 | Dr.-Külz-Straße 104 (Lage)         | Obstgärtnerhaus | | Obstgärtnerhaus |
| 09190170 | Dr.-Külz-Straße 121 (Lage)         | Dorfkirche | Die Glindower Kirche stammt von August Stüler 1852/53. Ausgeführt wurde der Bau unter der Leitung des Schinkelschülers und Bauinspektors Christian Heinrich Ziller (1791–1870). Es entstand ein neugotischer Langhausbau aus Joachimstaler Backstein, dessen Ostwand mit einem Staffelgiebel gerade abschließt. Die aus Feldsteinen errichteten Umfassungsmauern der alten Kirche wurden mit einbezogen. Der Glockenturm ist 40 Meter hoch. | weitere Bilder |
| 09190817 | Glindower Chausseestraße 75 (Lage) | Obstgärtnergehöft, bestehend aus Wohnhaus und zwei Wirtschaftsgebäuden                                                                   | | Obstgärtnergehöft, bestehend aus Wohnhaus und zwei Wirtschaftsgebäuden                                              |
| 09190826 | Glindower Chausseestraße 85 (Lage) | Obstgärtnerhaus | | Obstgärtnerhaus |
| 09190721 | Glindower Dorfstraße 39 (Lage)     | Gehöft, bestehend aus Wohnhaus, Stall und Scheune                                                                                        | | Gehöft, bestehend aus Wohnhaus, Stall und Scheune                                                                   |
| 09190742 | Glindower Dorfstraße 45 (Lage)     | Pfarrhaus | | Pfarrhaus |
| 09191170 | Jahnufer 7 (Lage)                  | Villa Gisevius | | Villa Gisevius |
| 09190683 | Jahnufer 23 (Lage)                 | Wohnhaus | Das Haus am Glindowsee wurde 1935 im Stil des Neuen Bauens errichtet. | Wohnhaus |
| 09190842 | Kietz 1 (Lage)                     | Schmiedegehöft, bestehend aus Wohnhaus, zwei Stallgebäuden, Stallscheune, Scheune und der Schmiede vor dem Wohnhaus                      | Das Gehöft bildet den Mittelpunkt des Kietzes. Zu dem Gehöft gehören neben dem Wohnhaus die Schmiede, drei Stallgebäude und eine Scheune. Das Wohnhaus ist ein eingeschossiges Haus mit einem flachen Satteldach. Die Fassade ist im klassizistischen Stil errichtet worden. In der mittleren von fünf Achsen befindet sich der Eingang. | Schmiedegehöft, bestehend aus Wohnhaus, zwei Stallgebäuden, Stallscheune, Scheune und der Schmiede vor dem Wohnhaus |
| 09190172 | Kietz 3 (Lage)                     | Büdnerhaus | Das „Kochsches Haus“ ist ein Bündnerhaus, erbaut wurde es in der zweiten Hälfte des 18. Jahrhunderts. Es ist ein eingeschossiger, traufständiger Bau mit einem Krüppelwalmdach. Im Inneren befand sich eine Schwarze Küche. Heute befindet sich in dem Haus das Heimatmuseum. | Büdnerhaus |
| 09190881 | Kietz 5 (Lage)                     | Wohnhaus | Das Wohnhaus wurde wahrscheinlich in der zweiten Hälfte des 19. Jahrhunderts erbaut und Anfang des 20. Jahrhunderts erweitert. Es ist ein traufständiger Bau mit sechs Achsen, die beiden linken Achsen sind zweigeschossig, die anderen Achsen eingeschossig. Über den vier rechten Achsen befindet sich ein Drempel, darüber ein Satteldach mit Gaube.                                                                                    | Wohnhaus |
| 09191171 | Luise-Jahn-Straße 3 (Lage)         | Wohnhaus (Straßenfront und Dach) | | Wohnhaus (Straßenfront und Dach)                                                                                    |

### Kemnitz
Im Landbuch von Kaiser Karl IV. wird Kemnitz als „Kemenitz“ im Jahre 1375 erwähnt. Lange wurde der Ort nur als Dorf bezeichnet, ein Adelssitz war nicht vorhanden. Im Jahre 1550 wird ein Rittergut genannt. Die Besitzer wechselten oft, beteiligt waren die Familie von Rochow und die Familie Grone. 1846 wurde die Bahnlinie Berlin–Magdeburg durch Kemnitz gebaut, das Dorf wurde geteilt. Ab 1991 wurde ein Golfplatz angelegt, die landwirtschaftliche Nutzung endet in Kemnitz.
| ID-Nr.   | Lage                                 | Bezeichnung               | Beschreibung | Bild                      |
| -------- | ------------------------------------ | ------------------------- | --- | ------------------------- |
| 09190225 | Seestraße (Lage)                     | Dorfkirche                | Die evangelische Kirche war ursprünglich eine spätgotische Kirche, sie wurde in den Jahren 1704 und 1755 erweitert und erneuert. Im Inneren ein Empore aus der ersten Hälfte des 19. Jahrhunderts. | weitere Bilder            |
| 09190226 | Seestraße 2a-b, 4a-c, 6, 6b-h (Lage) | Gutshaus mit Nebenanlagen | Das Gutshaus wurde 1702 erbaut, dabei wurden ältere Teile eines Vorgängerbaues verwendet. | Gutshaus mit Nebenanlagen |

### Leest
Das erste Mal erwähnt wird Leest, als es 1339 in den Besitz des Klosters Lehnin kommt. Ab 1542 gehörte es zum Amt Lehnin, ab 1809 zum Amt Potsdam. Leest ist ein kleines Dorf, eine Kirche gibt es nicht. Von der alten Bausubstanz ist bis auf zwei Fischerhäuser nicht geblieben.
| ID-Nr.   | Lage                     | Bezeichnung | Beschreibung | Bild           |
| -------- | ------------------------ | ----------- | --- | -------------- |
| 09190429 | An der Wublitz 2 (Lage)  | Wohnhaus    | Das Haus wurde um 1800 bis 1820 erbaut. Es ist ein traufständiges, eingeschossiges Haus mit einem Satteldach mit Reetdeckung. An den Giebeln befinden sich Windbretter mit Zierköpfen. | Wohnhaus       |
| 09190430 | An der Wublitz 28 (Lage) | Wohnhaus    | Das Wohnhaus ist ähnlich dem Haus An der Wublitz 2 und ebenfalls um 1800 / 1820 erbaut worden. Es ist ein eingeschossiges, traufständiges Haus mit einem reetgedeckten Satteldach. Der rechte Giebel trägt Windbretter mit Zierköpfen. Im Inneren befand sich eine Schwarze Küche. Zu dem Haus gehört ein Stall aus der zweiten Hälfte des 19. Jahrhunderts. | weitere Bilder |

### Petzow
Der Ort wird 1419/1420 das erste Mal erwähnt. Petzow liegt etwa 10 Kilometer südöstlich von Potsdam. Es liegt auf einem Landrücken der durch den Tonabbau leicht hügellich ist. Zu Petzow gehört der Ort mit Kirche, Gut, der Ziegelstandort Grelle und dem Ziegelstandort Löckwitz. Seit 2003 gehört Petzow zur Stadt Werder.
| ID-Nr.            | Lage                                | Bezeichnung | Beschreibung | Bild |
| ----------------- | ----------------------------------- | --- | --- | --- |
| 09190603 Wikidata | (Lage)                              | Ortslage Petzow, bestehend aus dem Ortskern mit Kirche und Gutshaus „Schloss Petzow“ mit Gutsgarten, dem Gutspark, dem alten Ziegeleistandort Grelle jenseits der Grellbucht sowie dem Gärtnereigelände und dem Friedhof                                                                                  | | weitere Bilder |
| 09191315          | Am Schwielowsee 50 (Lage)           | Garage | Die Garage wurde 1928 erbaut. Es ist ein moderner Bau mit zwei Geschossen und einem Flachdach. Unten befindet sich die Garage, oben eine kleine Wohnung mit einem Balkon. | Garage |
| 09190008          | Am Schwielowsee 83 (Lage)           | Landhaus mit Nebengebäude | Das Landhaus Weidner wurde 1931 bis 1932 erbaut. Das Haus ist ein eingeschossiger Bau mit einem Mansardwalmdach. Die Fassade zur Straße zeigt ein überdachtes Risalit in der Mitte, hier befindet sich auch der Eingang. Vor dem Eingang befindet sich eine Freitreppe. Über dem Eingang zwei Reihen von Fenstern. Das Nebengebäude ist ein Ziegelbau.                                                                   | Landhaus mit Nebengebäude |
| 09190787          | Am Schwielowsee 87-93 (Lage)        | Villa Berglas mit Einfriedung, Stützmauer mit Treppen- und Garagenanlage, Gewächshaus (Kegelbahn), Badehaus, Gärtnerhaus und Garten | Die Villa Berglas wurde im Jahre 1926 erbaut, 1932 von A. Berglas durch Zwangsversteigerung erworben, 1939 enteignet. In den Jahren 1955 bis 1990 als Schriftsteller-Erholungsheim genutzt (unter anderem von Arnold Zweig, Maxi Wander, Christa Wolf.) 2001 an die jüdische Erbengemeinschaft der Familie Berglas zurückgegeben, seit 2003 in Privatbesitz.                                                             | Villa Berglas mit Einfriedung, Stützmauer mit Treppen- und Garagenanlage, Gewächshaus (Kegelbahn), Badehaus, Gärtnerhaus und Garten |
| 09190520 Wikidata | Fercher Straße (Lage)               | Dorfkirche | Die Dorfkirche Petzow, 1842 auf dem Grelleberg erbaut, entstand nach den Plänen von Schinkel und wurde durch Friedrich Wilhelm IV. eingeweiht. | weitere Bilder |
| 09190640          | Fercher Straße (Lage)               | Ziegeleikomplex Löcknitz (östlich der Straße Petzow-Ferch), bestehend aus Wohnhaus einschließlich Toilettenhäuschen, Ziegeleiarbeiterhaus, Wirtschaftsgebäude, Ziegeleiverwalterhaus (Kubatur), Fundament des Schornsteins, Resten der beiden Ziegelöfen, Resten der vier Schlickeysenschen Ziegelpressen | Der Ziegeleikomplex befindet sich auf der Halbinsel Löcknitz im Schwielowsee. Hier wurden von Mitte des 18. Jahrhunderts bis in die 1920er Jahre Ziegel gebrannt. Der Komplex besteht aus einem Wohnhaus, einem Ziegeleiarbeiterhaus, einem Wirtschaftsgebäude, einem Ziegeleiverwalterhaus und Resten der Fabrikation.                                                                                                  | Ziegeleikomplex Löcknitz (östlich der Straße Petzow-Ferch), bestehend aus Wohnhaus einschließlich Toilettenhäuschen, Ziegeleiarbeiterhaus, Wirtschaftsgebäude, Ziegeleiverwalterhaus (Kubatur), Fundament des Schornsteins, Resten der beiden Ziegelöfen, Resten der vier Schlickeysenschen Ziegelpressen |
| 09190732          | Fercher Straße 60a (Lage)           | Gehöft | Das Wohnhaus des Gehöfts wurde 1801 erbaut. Es ist ein eingeschossiges Haus mit fünf Achsen und einem Krüppelwalmdach. Hier lag mal ein Weinberg, deswegen wird vermutet, dass sich hier ein Weingärtnergehöft befand. Zum Gehöft gehören zwei Wirtschaftsgebäude. | Gehöft |
| 09190522          | Zelterstraße, Fercher Straße (Lage) | Gutspark | | Gutspark |
| 09190593          | Zelterstraße 1 (Lage)               | Gutsarbeiterhaus | | Gutsarbeiterhaus |
| 09190594          | Zelterstraße 2/2a (Lage)            | Gasthof und Wasserturm | | Gasthof und Wasserturm |
| 09190674          | Zelterstraße 4 (Lage)               | Gutsscheune | | Gutsscheune |
| 09190521          | Zelterstraße 5 (Lage)               | Herrenhaus („Schloss Petzow“) mit Erweiterungsflügel sowie weitere Reste der Gutsanlage (Gutshofmauer mit Portalanlage, Rest der Gutsscheune und Gutsgartenmauer) | Das Herrenhaus wurde nach dendrochronologischen Untersuchungen nach 1820 (Fälldatum vieler Hölzer) erbaut. Ein Vorgängerbau wurde dabei mit eingezogen, so ist der Keller möglicherweise älter. Es ist ein neugotischer Putzbau der in drei Teile gegliedert ist. Auffällig sind die vier Rundtürme des Kernbaues. Zum Herrenhaus gehört noch die Reste des Wirtschaftshofes, ein Rinderstall und die Einfriedungsmauer. | weitere Bilder |
| 09190943          | Zelterstraße 11/12 (Lage)           | Gehöft, bestehend aus Wohnhaus, Stall und Einfriedung | | Gehöft, bestehend aus Wohnhaus, Stall und Einfriedung |
| 09190894          | Zum Lindentor 1 (Lage)              | Wohnhaus | Das Wohnhaus wurde in der Mitte des 19. Jahrhunderts erbaut. Es ist ein giebelständiges, zweigeschossiges Ziegelhaus mit einem Satteldach. Die Fassade ist durch Lisenen gegliedert. Bis 1983 befand sich hier ein Jugendclub, seitdem wird das Haus bewohnt. | Wohnhaus |

### Phöben
Phöben wird das erste Mal im Jahre 1305 erwähnt. Ab 1364 gehört Phöben zum Kloster Lehnin, nach 1542 kam der Ort zum Amt Lehnin. Von 1872 bildet Phöben einen eigenen Amtsbezirk, seit 2003 gehört der Ort zur Stadt Werder. Ende 2008 wohnten hier 719 Einwohner.
| ID-Nr.   | Lage                     | Bezeichnung | Beschreibung | Bild |
| -------- | ------------------------ | --- | --- | --- |
| 09191169 | Bundschuhstraße 7 (Lage) | Neubauernhaus | Das Neubauernhaus wurde 1946/1947 erbaut. Das Haus ist ein giebelständiges, eingeschossiges Haus mit einem Satteldach. | Neubauernhaus |
| 09190335 | Hauptstraße (Lage)       | Dorfkirche | In Phöben steht seit 1313 eine Kirche. Die heutige Kirche wurde 1756 bis 1758 erbaut, der Vorgängerbau wurde auf Befehl Friedrich des Großen abgerissen. Es ist ein verputzter Saalbau mit einem Turm im Westen. Die Apsis ist halbrund, das Dach ist ein Satteldach, im Osten abgewalmt. Der Kanzelaltar wurde wahrscheinlich 1856 erstellt, die Taufe wahrscheinlich Ende des 19. Jahrhunderts. Die Orgel stammt von Gottfried Wilhelm Baer und wurde 1859 erstellt. | weitere Bilder |
| 09190336 | Hauptstraße 12 (Lage)    | Dorfschule | Die Dorfschule wurde von 1857 bis 1858 erbaut. Es ist ein traufständiges, eingeschossiger Ziegelbau. 1934 wurde die Schule zum Hof hin erweitert. Das Haus hat fünf Achsen in der mittleren befindet sich der Eingang. Bis 1973 war die Schule in Betrieb, heute befindet sich hier ein Bürgertreff. | Dorfschule |
| 09190675 | Hauptstraße 13 (Lage)    | Schmiede | | Schmiede |
| 09190580 | Neue Straße (Lage)       | Wiesengut Phöben, bestehend aus Wohnhaus, Wirtschaftsgebäuden und der gärtnerisch gestalteten Anlage alt. Wiesengut Phöben | Das Wiesengut Phöben wurde 1925 erbaut. | Wiesengut Phöben, bestehend aus Wohnhaus, Wirtschaftsgebäuden und der gärtnerisch gestalteten Anlage alt. Wiesengut Phöben |

### Plessow
Der Ort Plessow wurde 1287 das erste Mal erwähnt. Um 1290 gehörte der Ort der Familie von Rochow.
| ID-Nr.   | Lage                            | Bezeichnung               | Beschreibung | Bild                    |
| -------- | ------------------------------- | ------------------------- | --- | ----------------------- |
| 09190338 | Plessower Hauptstraße (Lage)    | Dorfkirche                | Die Kirche wurde im Wesentlichen von 1867 bis 1869 erbaut, Bauherr war der Patronatsherr Hans von Rochow. Es ist eine neugotische Kirche mit einem abgerückten Turm, es sollen Teile des Vorgängerbaues verwendet worden sein. In der Kirche befindet sich ein Epitaph für Hans XIV. von Rochow, ein kursächsischer Obrist. Die Orgel wurde 1760 von Gottlieb Scholtze erbaut. | weitere Bilder          |
| 09190339 | Plessower Hauptstraße (Lage)    | Gutshaus                  | Der preußische Offizier und Johanniterritter Friedrich Ludwig V. von Rochow ließ vor 1791, an der Stelle des alten Rochow`schen Herrenhaus Plessow, welches in Fachwerk ausgeführt war, ein neues Gutshaus errichten. | weitere Bilder          |
| 09190633 | Plessower Hauptstraße 16 (Lage) | Wohnhaus mit Stallgebäude | | weitere Bilder          |
| 09190810 | Plessower Hauptstraße 19 (Lage) | Gehöft mit Bauerngarten   | | Gehöft mit Bauerngarten |

### Plötzin
| ID-Nr.   | Lage                      | Bezeichnung | Beschreibung | Bild |
| -------- | ------------------------- | --- | --- | --- |
| 09191644 | Alte Dorfstraße 11 (Lage) | Schulzengehöft, bestehend aus Wohnhaus, westlichem und östlichem Stallgebäude, Klohäuschen, Scheune, Tor und Hofpflasterung | | Schulzengehöft, bestehend aus Wohnhaus, westlichem und östlichem Stallgebäude, Klohäuschen, Scheune, Tor und Hofpflasterung |
| 09190337 | Friedhofswinkel 2 (Lage)  | Dorfkirche | Die evangelische Kirche wurde im 13. Jahrhundert erbaut und im Jahre 1733 verändert. Die Ausstattung im Inneren ist aus dem 18. Jahrhundert. | weitere Bilder |

### Töplitz
Töplitz wird das erste Mal im Jahre 1313 erwähnt. Bis 1321 gehörte der Ort der Familie von Gröbe, danach dem Kloster Lehnin. Ab 1542 war Töplitz Teil des Amtes Lehnin, ab 1809 Teil des Amtes Potsdam. In der zweiten Hälfte des 19. Jahrhunderts wurden mehrere Ziegeleien gegründet, diese sind aber nicht mehr erhalten. Ab Anfang des 20. Jahrhunderts wurde Obst in Töplitz angebaut. Von 1933 bis 1937 lebte der Maler Georg Tappert in Töplitz.
| ID-Nr.            | Lage                   | Bezeichnung                                     | Beschreibung                                             | Bild                                |
| ----------------- | ---------------------- | ----------------------------------------------- | -------------------------------------------------------- | ----------------------------------- |
| 09190428 Wikidata | An der Havel (Lage)    | Dorfkirche                                      | Die Dorfkirche wurde möglicherweise um 1760/1770 erbaut. | weitere Bilder                      |
| 09190723          | An der Havel 1 (Lage)  | Gehöft, bestehend aus Wohnhaus und Stallgebäude |                                                          | weitere Bilder                      |
| 09191318          | An der Havel 67 (Lage) | Pfarrhaus mit Wirtschaftsgebäude                |                                                          | Pfarrhaus mit Wirtschaftsgebäude    |
| 09191458          | Zur alten Fähre (Lage) | Pflasterstraße mit Alleebepflanzung             |                                                          | Pflasterstraße mit Alleebepflanzung |

### Werder (Havel)
| ID-Nr.            | Lage                                     | Bezeichnung | Beschreibung | Bild |
| ----------------- | ---------------------------------------- | --- | --- | --- |
| 09190602          | (Lage)                                   | Inselstadt und ihre Silhouette | Die Insel mit der Stadt ist etwa 450 mal 1000 Meter groß. Sie befindet sich in der Havel und ist der mittelalterliche Kern der Stadt Werder. Die Insel teilt sich in drei Teile. Der südliche Teil mit dem Kern der Stadt, hier befinden sich Rathaus, Kirche und Mühle. Mittig der Insel befindet sich der neuere Teil der Stadt mit dem Marktplatz. Im nördlichen Teil ist ein von Kleingärten umgebener Sportplatz zu finden. Dieser Teil der Insel ist flach und wurde daher oft überschwemmt. Verbunden ist die Insel mit einer Brücke, diese wurde bereits 1317 erwähnt. | Inselstadt und ihre Silhouette |
| 09190592          | Adolf-Damaschke-Straße (Lage)            | Bahnhof mit Empfangsgebäude, Güterabfertigungshalle und Toilettenhäuschen | Das heutige Bahnhofsgebäude wurde 1869 erbaut und 1889 erweitert. Ein weiterer Anbau erfolgte 1920. | Bahnhof mit Empfangsgebäude, Güterabfertigungshalle und Toilettenhäuschen |
| 09190818          | Adolf-Damaschke-Straße 9 (Lage)          | Evangelisches Gemeindehaus | Das Gemeindehaus wurde 1937 errichtet. Es handelt sich um mehrere Gebäude, sie haben Ziegelfassaden und Satteldächer. | Evangelisches Gemeindehaus |
| 09190590          | Adolf-Damaschke-Straße 56-58 (Lage)      | Vulkanfiber-Fabrik, mit Verwaltungsgebäude mit Einfahrtsbereich, Stanzereihalle, Endfertigungshalle, Trakt mit Trockenkammern und Laboren, Wickelmaschinenhalle, Entsalzungshalle, Papierlagerhalle, Sozialgebäude mit Kantine und Werkstatt, Kesselhaus, Hallenkomplex auf der Wasserseite, Garage und Betriebsfeuerwache, Filtergebäude und Einfriedung des Werksgeländes an der Straße | Das Werk wurde 1916 zur Herstellung von Vulkanfiber gegründet. Vulkanfiber ist ein Kunststoff aus Zellstoff. Die Gebäude der Fabrik entstand von 1916 bis 1938. Die Fassaden sind aus Ziegel gebaut worden. Es sind noch Maschinen aus der Anfangszeit der Fabrik erhalten. | Vulkanfiber-Fabrik, mit Verwaltungsgebäude mit Einfahrtsbereich, Stanzereihalle, Endfertigungshalle, Trakt mit Trockenkammern und Laboren, Wickelmaschinenhalle, Entsalzungshalle, Papierlagerhalle, Sozialgebäude mit Kantine und Werkstatt, Kesselhaus, Hallenkomplex auf der Wasserseite, Garage und Betriebsfeuerwache, Filtergebäude und Einfriedung des Werksgeländes an der Straße |
| 09190502          | Altenkirch-Weg 3, 4, 5, 7 (Lage)         | Ausflugsgaststätte „Bismarckhöhe“ | | weitere Bilder |
| 09190799          | Am Markt 2 (Lage)                        | Wohnhaus | Das Haus wurde wahrscheinlich um 1875/1889 erbaut worden. Es ist ein traufständiges, zweigeschossiges Haus mit einem flachen Satteldach und einem Drempel. Das Haus hat sieben Achsen, in der Mitte befindet sich ein Eingangstor, darüber ist ein Balkon. | weitere Bilder |
| 09191015          | Am Markt 3 (Lage)                        | Wohnhaus | Das Haus wurde im Jahre 1794 von dem Ziegeleibesitzer Hinze erbaut. Es ist ein zweigeschossiges, traufständiges Haus mit einem Krüppelwalmdach. Das Haus hat sieben Achsen, in der Mitte befindet sich der Eingang, über dem Eingang ist ein Balkon. Vor dem Eingang befindet sich eine Freitreppe. | Wohnhaus |
| 09190491          | Am Markt 4 (Lage)                        | Adlerapotheke | Die Apotheke wurde wahrscheinlich um 1870/1880 erbaut. Es ist ein zweigeschossiges, traufständiges Haus mit einem Satteldach. Das Haus hat sechs Achsen, entsprechend viele Gauben befinden sich auf dem Dach. Der Eingang befindet sich in der linken Achse. | Adlerapotheke |
| 09190630          | Am Markt 9 (Lage)                        | Wohnhaus | | Wohnhaus |
| 09190493          | Am Markt 16 (Lage)                       | Wohnhaus | Das Haus wurde 1711 erbaut, es ist somit eins der ältesten Gebäude der Stadt. Im Jahre 1852 baute der Bürgermeister als Eigentümer das Haus um. Es ist ein zweigeschossiges, traufständiges Haus mit einem Satteldach. Auf dem Dach befinden sich zwei Fledermausgauben. Das Haus hat vier Achsen, in der zweiten von links befindet sich der Eingang. Bis 1896 befand sich hier die Poststelle Werders. | Wohnhaus |
| 09190743          | Am Markt 17 (Lage)                       | Hotel „Stadt Wien“ | | Hotel „Stadt Wien“ |
| 09190494          | Am Markt 21 (Lage)                       | Lendelhaus mit Wirtschaftsgebäuden (Mosterei) | | Lendelhaus mit Wirtschaftsgebäuden (Mosterei) |
| 09190511          | Am Mühlenberg (Lage)                     | Inselmühle | | weitere Bilder |
| 09191094          | Am Mühlenberg 12 (Lage)                  | Wohnhaus | | Wohnhaus |
| 09190495          | Am Mühlenberg 21 (Lage)                  | Belvedere | | Belvedere |
| 09190496          | Am Plessower See 25, 25a (Lage)          | Landhaus Kyser | Das Haus wurde von 1923 bis 1925 als Sommerhaus des Dekorationsmalers Otto Kyser erbaut. Der Architekt war Otto Rudolf Salvisberg. Das Haus ist dreigeschossig, das obere Staffelgeschoss ist verbrettert. Die Dächer sind nur schwach geneigt und stehen weit über. | Landhaus Kyser |
| 09191099          | Am Plessower See 127 (Lage)              | Ziegeleiarbeiterwohnhaus mit Nebengebäude | Das Haus wird auch Bergmeisterhaus genannt. Es wurde wahrscheinlich um 1875/1880 erbaut. Es ist ein zweigeschossiges, giebelständiges Haus mit Drempel und Satteldach. Die Fassade besteht aus gelben Ziegel, gegliedert wird diese durch Linien aus roten Ziegeln. Das Haus hat fünf Achsen, in der Mitte, an der nördlichen Seite, befindet sich der Eingang. Vor dem Eingang befindet sich eine Freitreppe. | Ziegeleiarbeiterwohnhaus mit Nebengebäude |
| 09190941          | Am Zernsee 9 (Lage)                      | Wohnhaus | | Wohnhaus |
| 09190941          | Am Zernsee 13/Luisenstraße (Lage)        | Stadtvilla und Fabrikanlage | | Stadtvilla und Fabrikanlage |
| 09190497          | Am Zernsee 22 (Lage)                     | Villa | | Villa |
| 09190935          | An der Chaussee (Lage)                   | Wirtschaftsgebäude (sogenanntes Kesselhaus), auf dem Areal der ehemaligen Ziegelei | | Wirtschaftsgebäude (sogenanntes Kesselhaus), auf dem Areal der ehemaligen Ziegelei |
| 09191109          | An der Chaussee 13, 13a, 13b (Lage)      | Remise (sogenanntes Lagerhaus) | | BW |
| 09190492          | Baderstraße 13 (Lage)                    | Wohnhaus | | Wohnhaus |
| 09190492          | Baderstraße 19 (Lage)                    | Haus Schönemann | Das Haus Schönemann wurde von 1773 bis 1775 errichtet. Bauherr war Johann Christian Schönemann, ein Leutnant des Königlichen Regiments von Kleist und ab 1769 Bürgermeister von Werder. Hier befand sich lange eine Bäckerei, später eine Lebensmittelgeschäft. Nach einer Sanierung von 1990 bis 1993 befindet sich hier ein Café. Es ist ein eingeschossiges Haus mit einem Krüppelwalmdach. Der Giebel zeigt zum Markt, der Eingang ist von der Baderstraße aus. | Haus Schönemann |
| 09190936          | Berliner Straße 104 (Lage)               | Villa mit Wirtschaftsgebäuden, Pförtnerhaus, Einfriedung und Garten | | Villa mit Wirtschaftsgebäuden, Pförtnerhaus, Einfriedung und Garten |
| 09190939          | Berliner Straße 122 (Lage)               | Obstgärtnergehöft, bestehend aus Wohnhaus, Einfriedung, Ziegelpflasterung und zwei Wirtschaftsgebäuden | | Obstgärtnergehöft, bestehend aus Wohnhaus, Einfriedung, Ziegelpflasterung und zwei Wirtschaftsgebäuden |
| 09191211          | Berliner Straße 132 (Lage)               | Obstzüchtergehöft, bestehend aus Wohnhaus, Einfriedung, Ziegelpflasterung und zwei Wirtschaftsgebäuden | | Obstzüchtergehöft, bestehend aus Wohnhaus, Einfriedung, Ziegelpflasterung und zwei Wirtschaftsgebäuden |
| 09191006          | Eisenbahnstraße 3-5 (Lage)               | Postamt | | Postamt |
| 09191026          | Eisenbahnstraße 6 (Lage)                 | Werdersche Credit- und Sparbank | | Werdersche Credit- und Sparbank |
| 09190499          | Eisenbahnstraße 13/14 (Lage)             | Neues Rathaus (Haus Luck) | | Neues Rathaus (Haus Luck) |
| 09190689          | Eisenbahnstraße 31-33 (Lage)             | Villa Dänicke und Gewerbeanlage | | Villa Dänicke und Gewerbeanlage |
| 09190011          | Eisenbahnstraße 51 (Lage)                | Villa Fritze mit straßenseitiger Einfriedung und Nebengebäude (Adolf-Damaschke-Straße 103) | | Villa Fritze mit straßenseitiger Einfriedung und Nebengebäude (Adolf-Damaschke-Straße 103) |
| 09190937          | Eisenbahnstraße 58 (Lage)                | Wohnhaus | | Wohnhaus |
| 09191664          | Eisenbahnstraße 102 (Lage)               | Fruchtsaftpresserei Ermisch | | Fruchtsaftpresserei Ermisch |
| 09190944          | Eisenbahnstraße 108 (Lage)               | Hotel und Gaststätte | | Hotel und Gaststätte |
| 09190684          | Eisenbahnstraße 125 (Lage)               | Mausediele, gehört zum Denkmalskomplex „Friedrichshöhe“ | | Mausediele, gehört zum Denkmalskomplex „Friedrichshöhe“ |
| 09191111          | Eisenbahnstraße 157 (Lage)               | Obstzüchtergehöft, bestehend aus Wohnhaus und Wirtschaftsgebäuden | | Obstzüchtergehöft, bestehend aus Wohnhaus und Wirtschaftsgebäuden |
| 09191101          | Eisenbahnstraße 158 (Lage)               | Obstzüchtergehöft, bestehend aus Wohnhaus, Nebengebäude, Hofpflasterung und Vorgartenzaun | | Obstzüchtergehöft, bestehend aus Wohnhaus, Nebengebäude, Hofpflasterung und Vorgartenzaun |
| 09191114          | Eisenbahnstraße 177 (Lage)               | Obstzüchtergehöft, bestehend aus Wohnhaus und Wirtschaftsgebäude | | Obstzüchtergehöft, bestehend aus Wohnhaus und Wirtschaftsgebäude |
| 09190840          | Eisenbahnstraße 182 (Lage)               | Lichtspieltheater Fontane | | Lichtspieltheater Fontane |
| 09190934          | Eisenbahnstraße 188a (Lage)              | Wohnhaus | | Wohnhaus |
| 09190632          | Eisenbahnstraße 210 (Lage)               | Warenhaus „BK-Kaufhaus Trend“; wird als Theater genutzt. An der Außenseite Relief mit Gartenszenen | | weitere Bilder |
| 09190968          | Fischerstraße 11 (Lage)                  | Wohnhaus | | Wohnhaus |
| 09190906          | Fischerstraße 13a (Lage)                 | Wohnhaus | | Wohnhaus |
| 09190501          | Fischerstraße 22 (Lage)                  | Haus Stechow | | Haus Stechow |
| 09191168          | Fischerstraße 25 (Lage)                  | Wohnhaus | | Wohnhaus |
| 09190945          | Hans-Sachs-Straße 49 (Lage)              | Speicher- und Stallgebäude | | Speicher- und Stallgebäude |
| 09190987          | Hoher Weg 67 (Lage)                      | Wohnhaus | | Wohnhaus |
| 09190684          | Hoher Weg 81, Eisenbahnstraße 125 (Lage) | Ausflugsgaststätte „Friedrichshöhe“ mit Saalanbau, Treppenanlage und Freisitzbereich sowie dem Kiosk „Mausediele“ (Eisenbahnstraße 125) | | weitere Bilder |
| 09190506          | Isoldestraße 16 (Lage)                   | Landhaus Kempner | | Landhaus Kempner |
| 09190504          | Kemnitzer Chaussee 75 (Lage)             | Farbglasfenster in der Förderschule | | BW |
| 09190518          | Kemnitzer Straße (Lage)                  | Sowjetisches Ehrenmal, auf dem Neuen Friedhof | | Sowjetisches Ehrenmal, auf dem Neuen Friedhof |
| 09190505          | Kemnitzer Straße (Lage)                  | Gedenkstein für die Opfer des Faschismus (OdF), auf dem Neuen Friedhof | Ursprünglich stand der Gedenkstein in der Grünanlage bei der Inselbrücke. Dort wurde er 1960 aufgestellt. 1989 wurde er auf den Neuen Friedhof übertragen. Es ist ein Findling mit einer Inschrift: „Die Toten / mahnen“. | Gedenkstein für die Opfer des Faschismus (OdF), auf dem Neuen Friedhof |
| 09190490          | Kirchstraße (Lage)                       | Heilig-Geist-Kirche | Die evangelische Heilig-Geist-Kirche wurde von 1856 bis 1858 nach einem Entwurf von Friedrich August Stüler gebaut. Die Kirche liegt auf dem höchsten Punkt der Insel. Die Ausstattung im Inneren ist zum großen Teil aus der Bauzeit. | Heilig-Geist-Kirche |
| 09192578          | Kirchstraße 1 (Lage)                     | Wohnhaus | | Wohnhaus |
| 09190508          | Kirchstraße 6, 7 (Lage)                  | Altes Rathaus und Amtsgericht | Das Haus befindet sich westlich der Kirche. | Altes Rathaus und Amtsgericht |
| 09190509          | Kirchstraße 14 (Lage)                    | Hagemeisterhaus | | Hagemeisterhaus |
| 09191434          | Kugelweg 35 (Lage)                       | Wohnhaus eines Obstzüchtergehöfts | | Wohnhaus eines Obstzüchtergehöfts |
| 09190510          | Michaelisstraße 13 (Lage)                | Wohn- und Geschäftshaus mit Nebengebäude sowie Einrichtung der Konditorei | | Wohn- und Geschäftshaus mit Nebengebäude sowie Einrichtung der Konditorei |
| 09190012          | Michaelisstraße 17/18 (Lage)             | Wohn- und Geschäftshaus | | Wohn- und Geschäftshaus |
| 09190014          | Michaelisstraße 20 (Lage)                | Wohnhaus | | Wohnhaus |
| 09190927          | Phöbener Straße 104 (Lage)               | Wohnhaus | Das Wohnhaus Krüger wurde von 1929 bis 1930 erbaut. Hier wohnte und arbeitete der Architekt Paul Krüger. Es liegt an der Ecke Kesselgrundstraße. Es ist ein zweigeschossiges, traufständiges Haus mit einem Satteldach. Zur Kesselgrundstraße ist ein Treppenhaus mit Satteldach vorgelagert. Zur Phöbener Straße hat die Fassade drei Achsen, die mittlere ist mit Altan und Balkon hervorgehoben. | Wohnhaus |
| 09190503          | Plantagenplatz (Lage)                    | Scharfrichtergehöft | Das Haus wurde im späten 18. Jahrhundert errichtet. Davor hat der Brandenburger Scharfrichter Hans Möller im Jahre 1640 ein Haus errichtet. Ab 1959 befand sich hier das Obstbaumuseum, bis das Haus in den 1980er Jahren baufällig wurde. Von 1997 bis 1999 wurde das Haus renoviert und zum Restaurant ausgebaut. Es ist ein eingeschossiger Bau mit einem Satteldach. Der Eingang befindet sich in der mittleren von sieben Achsen. Zu dem Haus gehören Nebengebäude aus dem 19. Jahrhundert.                                                                               | Scharfrichtergehöft |
| 09190517          | Plantagenplatz (Lage)                    | Gedenkstein für Karl Marx | Es ist eine steinerne Stele mit der Reliefbüste von Karl Marx. | Gedenkstein für Karl Marx |
| 09190507          | Plantagenplatz 9 (Lage)                  | Obstbauerngehöft | Das Gehöft besteht seit 1839. Das Wohnhaus wurde in der ersten Hälfte des 19. Jahrhunderts erbaut. Hier befand sich ab 1985 das Obstbaumuseum, dieses ist heute in der Kirchstraße. Es ist ein eingeschossiges Haus mit einem Satteldach. Im Satteldach befindet sich eine Fledermausgaube. Das Haus hat sieben Achsen, in der Mitte befindet sich der Eingang. Zu dem Haus gehören Wirtschaftsgebäude. | Obstbauerngehöft |
| 09190507          | Plantagenplatz 11 (Lage)                 | Kleinkinderschule | Das Haus wurde 1888 als Kleinkinderschule erbaut. Hier sollten Kinder aus Arbeiterfamilien betreut werden. Auch nach 1945 wurde das Haus als Kindergarten genutzt. Heute befindet sich hier ein Begegnungszentrum. Das Haus ist ein eingeschossiges, traufständiges Haus mit einem hohen Satteldach. Am Giebel befindet sich ein Freigespärre, zur Straße ist eine Gaube im Dach. | Kleinkinderschule |
| 09190940          | Potsdamer Straße 143 (Lage)              | Wohnhaus | Das Zweifamilienhaus wurde 1895 von einem Lehrer erbaut worden. Es ist ein eingeschossiges, traufständiges Haus mit einem Berliner Dach. Das Haus hat vier Achsen, die beiden linken sind wie ein Risalit hervorgehoben und haben einen Giebel im Stil der Neorenaissance. Die Backsteinfassade ist mit Stuck verziert. Zum Haus gehören auf dem Hof ein Abort- und Stallgebäude. | Wohnhaus |
| 09191463          | Potsdamer Straße 169, 170 (Lage)         | Wohnhaus | | Wohnhaus |
| 09191417          | Puschkinstraße 7a (Lage)                 | Landhaus Voigt, Villa nach einem Entwurf von Paul Poser | | Landhaus Voigt, Villa nach einem Entwurf von Paul Poser |
| 09190824          | Puschkinstraße 11 (Lage)                 | Villa | | Villa |
| 09191040          | Puschkinstraße 12 (Lage)                 | Villa mit Nebengebäude und Garten | | Villa mit Nebengebäude und Garten |
| 09190907          | Puschkinstraße 18 (Lage)                 | Landhaus mit Garten | | Landhaus mit Garten |
| 09190512          | Scheunhornweg 38 (Lage)                  | Kellermannhaus | | Kellermannhaus |
| 09191116          | Torstraße 10 (Lage)                      | Wohn- und Geschäftshaus (Warenhaus Bergel) | | Wohn- und Geschäftshaus (Warenhaus Bergel) |
| 09190919 Wikidata | Uferstraße, Schützengasse (Lage)         | Katholische Kirche Maria Meeresstern | | weitere Bilder |
| 09190519          | Unter den Linden (Lage)                  | Dümichen-Gedenkstein, vor der Inselbrücke | Der Gedenkstein wurde 1921 eingeweiht. Es ist ein Findling mit einer Bronzeplakette. Der Gedenkstein erinnert an Franz Dümichen (1855–1917), er war Bürgermeister in Werder seit 1884. | Dümichen-Gedenkstein, vor der Inselbrücke |
| 09190513          | Unter den Linden 1 (Lage)                | Brauereikühl- und Lagerhaus | | Brauereikühl- und Lagerhaus |
| 09190933          | Unter den Linden 10 (Lage)               | Mietwohn- und Geschäftshaus mit Verkaufspavillon | | Mietwohn- und Geschäftshaus mit Verkaufspavillon |
| 09190514          | Unter den Linden 11 (Lage)               | Schule mit Turnhalle | | Schule mit Turnhalle |
| 09190996          | Unter den Linden 12 (Lage)               | Mietwohn- und Geschäftshaus | | Mietwohn- und Geschäftshaus |
| 09190516          | Unter den Linden 15 (Lage)               | Linden-Wirtschaft | | Linden-Wirtschaft |
| 09190670          | Wachtelwinkel 33 (Lage)                  | ehem. Ausflugsgaststätte „Wachtelburg“ mit Saalbau, Gartenpavillon, Portal und Treppenanlage | Als Wachtelburg wird ein Gebäudekomplex auf dem Wachtelberg im Stadtgebiet von Werder im Land Brandenburg bezeichnet. Entstanden sind die Gebäude in der Zeit von 1893 bis 1907. Seine Hochzeit erlebte das Ausflugsrestaurant mit dem Aufkommen des Baumblütenfestes in den ersten Jahren bis zum Ersten Weltkrieg. | weitere Bilder |

## Ehemalige Denkmale
| ID-Nr. | Lage                        | Bezeichnung | Beschreibung      | Bild  |
| ------ | --------------------------- | ----------- | ----------------- | ----- |
|        | Berliner Straße 113a (Lage) | Villa       | in Werder (Havel) | Villa |